# Pascual Limachi Ortiz
Pascual Limachi Ortiz (* 5. Mai 1963 in La Paz) ist ein bolivianischer Geistlicher und römisch-katholischer Prälat von Corocoro.

## Leben
Pascual Limachi Ortiz absolvierte 1985 ein Theologisches Propädeutikum am Priesterseminar San Cristóbal in Sucre. Anschließend studierte er bis 1991 Philosophie und Katholische Theologie am Seminario Mayor San Jerónimo in La Paz. Limachi Ortiz empfing am 29. Juni 1992 das Sakrament der Priesterweihe für das Erzbistum La Paz.
Von 1992 bis 1993 war Pascual Limachi Ortiz als Pfarrer in Huarina tätig, bevor er zunächst Pfarrvikar und 1994 Pfarrer in Achacachi wurde. Daneben war er Bischofsvikar für die Region Altiplano-Nord. Am 25. Juni 1994 wurde Limachi Ortiz in den Klerus des Bistums El Alto inkardiniert. 1998 wurde er Pfarrer der Pfarrei San Pío X in El Alto. Von 2002 bis 2008 war er erneut als Pfarrer in Achacachi und als Bischofsvikar für die Region Altiplano-Nord tätig. Nachdem Pascual Limachi Ortiz kurzzeitig als Pfarrer in Ancoraimes gewirkt hatte, wurde er 2009 Pfarrer der Pfarrei La Santísima Trinidad in El Alto und 2015 zudem Generalvikar des Bistums El Alto.
Am 16. April 2019 ernannte ihn Papst Franziskus zum Titularbischof von Belesasa und zum Weihbischof in El Alto. Der Bischof von El Alto, Eugenio Scarpellini, spendete ihm am 26. Juni desselben Jahres in der Kathedrale Nuestra Señora de la Candelaria in El Alto die Bischofsweihe; Mitkonsekratoren waren der Apostolische Nuntius in Bolivien, Erzbischof Angelo Accattino, und der Weihbischof in El Alto, Giovani Edgar Arana.
Papst Franziskus ernannte ihn am 10. Februar 2021 zum Prälaten von Corocoro.